# Théorème fondamental de l'algèbre linéaire
En mathématiques, le théorème fondamental de l'algèbre linéaire est un ensemble d'énoncés concernant les espaces vectoriels et l'algèbre linéaire, popularisé par Gilbert Strang. La dénomination de ces résultats n'est pas universellement acceptée.
Plus précisément, soit f une application linéaire entre deux espaces vectoriels de dimension finie, représentés par une matrice m×n M de rang r, alors :
- r = rg(M) est la dimension de l'espace colonne de M, qui représente l'image de f ;
- n – r = dim ker(M) est la dimension du noyau de M, qui représente ker(M), le noyau de f;
- m – r est la dimension du conoyau de f.

La transposée MT de M est la matrice du dual f* de f . Il s'ensuit que l'on a aussi :
- r = rg(M) est la dimension de l'espace colonne de M, qui représente l'image de f*;
- m – r = dim ker(MT) est la dimension du noyau à gauche de M, qui représente le noyau de f*;
- n – r est la dimension du conoyau de f*.

Les deux premières assertions sont aussi appelées le théorème du rang, qu'on peut résumer en {\displaystyle {\rm {rg}}M+{\rm {dim\,}}\ker M=n}.
On a également :
- Ker(M) est égal à l'orthogonal de Im(MT)
- Ker(M) et Im(MT) sont en somme directe dans {\textstyle \mathbb {R} ^{n}}

De plus, en considérant la décomposition en valeurs singulières de M = UΣVT, alors les colonnes de U et V forment des bases orthonormales des quatre sous-espaces fondamentaux de M :
- les r premières colonnes de U forment une base orthonormale de Im(M)
- les r premières colonnes de V forment une base orthonormale de Im(MT)
- les m-r premières colonnes de U forment une base orthonormale de Ker(MT)
- les n-r premières colonnes de V forment une base orthonormale de Ker(M)